# Pteranthus dichotomus
Pteranthus dichotomus es la única especie del género monotípico Pteranthus de la familia de las cariofiláceas. Es  originaria de Próximo Oriente, del norte de África, Sicilia, Chipre y hacia el este hasta Pakistán (Baluchistán).

## Descripción
Son plantas anuales, casi glabras y  puberulentas arriba, que alcanza un tamaño de 5-25 cm de altura. Tallos procumbentes a ascendentes, bifurcados en varias ocasiones. Hojas de 0.5-3  x 0,1 cm, más o menos carnosas, lineales. Estípulas lanceoladas. Las inflorescencias ramificadas dicasialmente, generalmente formando un corimbo. Flores sésiles en cimas de 3 flores. Brácteas cóncavas diminutas. Cáliz de 3-4 mm, con 4 lóbulos oblongo-lineares. Utrículo y semillas de alrededor de 2 mm, oblongo-elipsoidales. Fl. De enero a abril.

## Taxonomía
Pteranthus dichotomus fue descrita por Peter Forsskål y publicado en Fl. Aegypt.-Arab. lxii 1775.